# ثقب اللسان
ثقب اللسان هو نوع من أنواع الثقب الجسدي تتم في مركز اللسان.يعتبر ثقب اللسان هو ثاني أكثر أنواع الثقوب شيوعاً بين النساء الشابات التي تتراوح أعمارهم من 18- 25 عام.لا يزال هذا النوع من الثقوب غير مألوف بين الرجال.

## التاريخ
لثقب اللسان تاريخ طويل في الممارسات الدينية مارس سكان أمريكا الوسطى مثل الأزتيك هذا بالإضافة إلى الثقوب الأخرى كجزء من القرابين لآلهتهم. مارس الوسطاء الروحانيين في الشرق الأقصى من آسيا ثقب اللسان كقربان لآلهتهم.